# كريس جودوين
كريس جودوين (بالإنجليزية: Chris Godwin)‏ هو لاعب كرة قدم أمريكية أمريكي، ولد في 27 فبراير 1996 في فيلادلفيا في الولايات المتحدة.